# Ahmad Dhani
Dhani Ahmad Prasetyo, né le 26 mai 1972 à Surabaya est un musicien indonésien.

## Discographie
Avec Dewa 19
1. Dewa 19 (1992)
2. Format Masa Depan (1994)
3. Terbaik Terbaik (1995)
4. Pandawa Lima (1997)
5. The Best Of Dewa 19 (1999)

Avec Ratu
1. Bintang Lima (2000)
2. Cintailah Cinta (2002)
3. Laskar Cinta (2004)
4. Atas Nama Cinta (2004)
5. Republik Cinta (2006)
6. Kerajaan Cinta (2007)

Avec T.R.I.A.D
1. T.R.I.A.D (2010)
2. Istimewa (2011)
3. 2012 Neng Nong Edition (2012)

En solo
1. Ideologi, Sikap, Otak (1998)
2. Master Mister Ahmad Dhani I (2007)
3. The Best Of Republik Cinta Artists Vol. 1 (2008)
4. D'Plong: Sensasi Rock'n'Dut (2009)

Singles
1. Cinta Mati 
(en duo avec Agnes Monica) (2003)
2. Jika Surga dan Neraka Tak Pernah Ada 
(en duo avec Chrisye) (2007)
3. Selingkuh Lagi (2011)
4. Sadis (2011)
5. Ojo Kuwi (2014)
6. Prabowo-Hatta (2014)

## Voir également
- Histoire des Juifs en Indonésie
- Soufisme